# مرا یکبار فریب بده (مجموعه تلویزیونی)
یکبار مرا گول بزن یا (به انگلیسی: Fool Me Once)یک سریال تلویزیونی هیجان انگیز بریتانیایی است که توسط آی‌تی‌وی استودیو  برای نتفلیکس تولید شده است. این اثر توسط دنی براکل‌هرست از رمانی به همین نام اثر هارلن کوبن ، سال ۲۰۱۶ اقتباس شده است. میشل کیگان ، ادیل اختر ، دینو فتشر ، ریچارد آرمیتاژ و جوآنا لاملی در این سریال حضور دارند.
در ۱ ژانویه ۲۰۲۴ در نتفلیکس به نمایش درآمد. از ۳۱ مارس ۲۰۲۴، این سریال هفتمین سریال انگلیسی زبان نتفلیکس با ۹۸.۲ میلیون بیننده و 630 میلیون ساعت تماشا شده است. 

## خلاصه داستان
مایا استرن پس از قتل شوهرش جو بورکت، دوستش اوا فین به مایا استرن دوربین پرستاری می دهد تا مراقب دخترش لیلی باشد. با این حال، پس از تماشای فیلم دوربین، جو را می‌بیند که گمان می‌رفت مرده است در حال ملاقات با دخترشان است. او پیگیر قتل خواهرش و همچنین ارتباط بین قتل وی و شوهر خود دست به تحقیق میزند .در همین حال، ابی و دانیل، خواهرزاده و برادرزاده او، به دنبال یافتن حقیقت در مورد قتل مادرشان، کلر واکر، و ارتباطات احتمالی بین هر دو پرونده هستند. 

## بازیگران
- دینو فشر  در نقش کارگاه مارتی مک گرگور
- ریچارد آرمیتاژ   در نقش جو بارکت
- جوانا لاملی در نقش جودیت بارکت
- عدیل اختر در نقش کارگاه سامی کیرس
- امت جی. اسکنلن  در نقش شین تسیر همکار مایا
- مارکوس گاروی در نقش ادی واکر شوهر خواهر مایا
- دانیا گریور در نقش ابی واکر خواهرزاده مایا
- ناتالی اندرسون در نقش کلیر واکر خواهر کشته شده مایا
- دانیل برت در نقش دنیل واکر
- آدل لئونس در نقش اوا فین
- جو آرمسترانگ در نقش الکساندر دازمن دوست پسر قدیمی کلیر
- آنتونی هاول   در نقش کریستوفر سوین
- لوری کیناستون در نقش کوری رودزینسکی
- هتی موراهان در نقش کارولین برکت
- جیمز نورث کوت در نقش نیل برکت
- جید آنوکا در نقش نیکول باتلر
- کریج الز در نقش مربی فیل داوسون
- ناتالیا کوسترزوا در نقش ایزابلا

## قسمت ها
| شم. | عنوان    | کارگردان   | نویسنده       | تاریخ پخش اصلی |
| --- | -------- | ---------- | ------------- | -------------- |
| 1   | «قسمت ۱» | دیوید موور | دنی براکل‌هرست | ۱ ژانویه ۲۰۲۴  |
| 2   | «قسمت ۲» | دیوید موور | دنی براکل‌هرست | ۱ ژانویه ۲۰۲۴  |
| 3   | «قسمت ۳» | دیوید موور | چارلتون کوبر  | ۱ ژانویه ۲۰۲۴  |
| 4   | «قسمت ۴» | نیمر راشد  | یمی اویفوا    | ۱ ژانویه ۲۰۲۴  |
| 5   | «قسمت ۵» | نیمر راشد  | نینا متیویر   | ۱ ژانویه ۲۰۲۴  |
| 6   | «قسمت ۶» | نیمر راشد  | تام فیرلی     | ۱ ژانویه ۲۰۲۴  |
| 7   | «قسمت ۷» | دیوید موور | دنی براکل‌هرست | ۱ ژانویه ۲۰۲۴  |
| 8   | «قسمت ۸» | دیوید موور | دنی براکل‌هرست | ۱ ژانویه ۲۰۲۴  |

## تولید

### توسعه
این سریال برخلاف فضای آمریکایی رمان، در بریتانیا می گذرد. کوبن که رمان اصلی را نوشت، تهیه کننده اجرایی سریال بود. این یکی از چندین اقتباس از آثار کوبن توسط نتفلیکس است.  دنی براکل‌هرست نویسنده و تهیه کننده اجرایی بود و نیکولا شیندلر و ریچارد فی تهیه کنندگان اجرایی از طریق آی‌تی‌وی استودیو  بودند. کارگردانی این قسمت بر عهده دیوید مور و نیمر راشد بوده است. 

### فیلمبرداری
فیلمبرداری در منچستر ، انگلستان، در فوریه ۲۰۲۳،  و مکان های دیگر در شمال غربی ،  با فیلمبرداری اضافی در اسپانیا آغاز شد. تولید در اوت ۲۰۲۳ به پایان رسید. 

## پخش
این سریال از ۱ ژانویه ۲۰۲۴ در سراسر جهان در نتفلیکس در دسترس است  هشت قسمت منتشر شد.

## مراجع
1. ↑  "David Buckley & Luke Richards Scoring Netflix's 'Fool Me Once'". filmmusicreporter.com. Film Music Reporter. 12 December 2023. Retrieved 12 December 2023.
2. ↑  "Top 10 Most Popular TV Shows on Netflix of All Time". www.netflix.com. Retrieved 2024-02-08.
3. ↑  Craig, David (20 February 2023). "Michelle Keegan leads Netflix's Harlan Coben adaptation Fool Me Once😜". radiotimes.com. Radio Times. Retrieved 21 February 2023.
4. ↑  "Shows A-Z – Fool Me Once on Netflix". thefutoncritic.com. The Futon Critic. Retrieved 20 December 2023.
5. ↑  Oganesyan, Natalie (20 February 2023). "Netflix Adapting Harlan Coben's 'Fool Me Once' With Star Michelle Keegan". thewrap.com. The Wrap. Retrieved 21 February 2023.
6. ↑  Klawans, Justin (20 February 2023). "'Fool Me Once' Adaptation in the Works With Richard Armitage & Michelle Keegan to Star". collider.com. Collider. Retrieved 21 February 2023.
7. ↑  Lewis, George (20 February 2023). "Our Girl's Michelle Keegan announced for new Netflix thriller series". digitalspy.com. Digital Spy. Retrieved 21 February 2023.
8. ↑  Yossman, K. J. (21 February 2023). "Richard Armitage, Michelle Keegan, Joanna Lumley Lead Cast of New Netflix Series 'Fool Me Once'". variety.com. Variety. Retrieved 21 February 2023.
9. ↑  Rajput, Priyanca (1 August 2023). "Michelle Keegan thriller Fool Me Once wraps production in the UK". kftv.com. KFTV. Retrieved 5 January 2024.
10. ↑  Nisbet, Megan (20 February 2023). "Michelle Keegan says 'finally the secret's out' as she makes career announcement". walesonline.co.uk. Wales Online. Retrieved 21 February 2023.

## پیوند های بیرونی
- مرا یکبار فریب بده در بانک اطلاعات اینترنتی فیلم‌ها (IMDb)